# 辛集镇 (辛集市)
辛集镇，是中华人民共和国河北省石家庄市辛集市下辖的一个乡镇级行政单位。

## 行政区划
辛集镇下辖以下地区：
路南街社区、棉麻街社区、建设东街社区、康建社区、新开东街社区、体育场社区、方碑东大街社区、市府西大街社区、朝阳南路社区、西华北路社区、龙泉街社区、新开西街社区、康泰社区、康乐社区、车站街社区、顺城街村、市政街村、商场街村、定安街村、牌坊街村、裕民街村、育才街村、复康街村、菜市街村、文明街村、东石庄村、西石庄村、陈马庄村、胡合营村、孤马营村、都大营村、锚营村、撒马营村、佃士营村、裴辛庄村、林子里村、月儿营村、留双营村、安古城村、六郎营村、冯家方碑村、杨家方碑村、温家方碑村、支家方碑村、抬头村、东良马村、西良马村、徐家庄村、西范庄村、赵庄村、旧垒头一村、旧垒头二村、旧垒头三村和旧垒头四村。